# Minodora
Minodora Muntean (n. 1 martie 1978, Reșița) este o cântăreață și textieră de muzică pop din România, cunoscută prin titulaturile de scenă Minodora și Minodora la Maxxim (grafiat și „la Maxim”). Mai familiar publicului este repertoriul de manele abordat de cântăreață. Una dintre cele mai de succes piese ale Minodorei este „Vara la mare” (2000).

## Activitate
Primul proiect al cântăreței, în care a evoluat sub titulatura Minodora la Maxxim, a fost sprijinit de impresarul Laurențiu Duță. Acesta i-a făcut Minodorei cunoștință cu Paul Rusen și Virgil Vasile, deveniți ceilalți doi membri ai grupului. Colaborarea cântăreței cu Duță s-a păstrat de-a lungul anilor.
Cântăreața a ales să interpreteze manele nu dintr-o simpatie deosebită pentru muzica de gen, ci pentru a se realiza financiar. Ea l-a întâlnit în anul 1999 pe cântărețul Cătălin Neacșu (cunoscut prin numele de scenă Cătălin Arabu), care i-a devenit partener de viață și colaborator muzical. Minodora s-a ocupat de îmbunătățirea tehnicii vocale a acestuia.
Interpreta a renunțat la titulatura Minodora la Maxxim în anul 2002, moment în care și-a schimbat și imaginea. Într-un interviu din 2004, ea declara că dorește să abordeze și alte genuri muzicale – soul, rhythm and blues –, subliniind că însuși debutul ei s-a manifestat în zona pop. Cântăreața a explicat că astfel de intenții îi sunt descurajate de public și de lumea muzicală românească, care nu încetează să o discrediteze pentru activitatea desfășurată anterior în domeniul manelelor. Minodora se declară admiratoarea cântărețelor Whitney Houston, Mariah Carey, Celine Dion și Beyoncé Knowles, explicând că analizează filmări din concert ale acestora în încercarea de a-și însuși tehnicile vocale folosite.

## Viața personală
Cântăreața este originară din Reșița, jud. Caraș-Severin. Ea are o soră mai mică, Oana.
Minodora și Cătălin Arabu au fost iubiți timp de cinci ani, arătându-se în public mereu în bune relații și mărturisindu-și dorința de a se căsători. În 2004, cei doi și-au cumpărat un apartament în Constanța, hotărând să stea cât mai mult timp departe de capitală. Relația celor doi s-a încheiat în februarie 2005, motivele vehiculate în presă fiind infidelitatea și violența lui Cătălin. Acesta s-a căsătorit la începutul lui 2006 cu o tânără numită Mariana.
În 2005, Minodora s-a întors în Reșița, la părinții ei. După încheierea relației anterioare, la scurt timp l-a cunoscut pe Liviu, căruia i-a refuzat inițial propunerea în căsătorie. În decembrie 2007, cei doi iubiți au achiziționat o vilă în valoare de 300 000 €, situată într-un cartier de lux din apropierea Bucureștiului.
Minodora și Liviu s-au căsătorit în noiembrie 2009 și au împreună un băiețel, Marco. Nașii celor doi sunt cântărețul de manele Adi Minune și soția acestuia Cati.

## Discografie
- Minodora la... MAXXIM (2000), Cat Music
- Din dragoste (2001), Cat Music
- Ce dreptate au bărbații (2002), Cat Music
- Mi-e dor de tine (2002), Cat Music
- Cine te crezi tu, inimă? (2003), Cat Music
- Asta-i viața adevărată (2005), Cat Music